# A londoni férfi (film)
A londoni férfi 2007-ben bemutatott magyar–francia–német bűnügyi film-noir Tarr Béla rendezésében, mely a Cannes-i fesztivál versenyében debütált. A film Georges Simenon azonos című regényén alapszik. Maloinnak (Miroslav Krobot), a kikötői pályaudvar váltóőrének minden éjszakája ugyanúgy telik. Csak csendben ül és figyeli az Angliából érkező utasokat, amint leszállnak a hajóról és felszállnak valamelyik vonatra. Az egyik éjszaka történései azonban kizökkentik Maloin életét az unalmasan ismétlődő csordogálásból. Ugyanis szemtanúja lesz egy gyilkosságnak.

## Cselekmény
A film főszereplője Maloin (Miroslav Krobot), a váltóőr, aki minden este fenn van a tenger, a kikötő, a vasút, a város fölé emelkedő toronyban. Ő látja odafentről az eseményeket, s mi a moziban az ő szemével látunk. A főhős az, aki néz, és a címszereplő az, akit néznek. Legalábbis ezt hihetjük, amíg a londoni férfi vissza nem néz odalentről. Hátborzongató pillanat, ha egy másik filmben látnánk, azt mondanánk, hogy nagyon nem szeretnénk most Maloin bőrében lenni. De ebben a filmben (és eddigre) már Maloin bőrében vagyunk: egyenesen ránk néz vissza a londoni férfi. Akinek elvettük a pénzét, amit a családjának szánt. A pénzt, amiért meglopta a főnökét és megölte a társát. Csakhogy Maloinnak is van felesége, akinek fizetnie kell a számlákat, gyereke, aki jobbat érdemel a mostani megalázó munkájánál. A két családos ember farkasszemet néz. A francia váltóőr és a kiöregedett londoni artista "látásból" ismeri egymást. Ránézésre felismerik önmagukat a másikban. A szegény ördögöt, aki csak addig hiheti, hogy a pénz segít rajta, amíg elérhető közelségbe nem kerül.

## Szereplők
- Miroslav Krobot – Maloin, az éjszakai váltóőr
- Tilda Swinton – Maloin felesége
- Bók Erika – Henriette
- Derzsi János – Brown
- Szirtes Ági – Brown felesége
- Lénárt István – Londoni rendőrfelügyelő
- Pauer Gyula – Kocsmáros
- Kormos Mihály – Brown segítőtársa
- Lázár Kati – Henriette főnökasszonya
- Almássy Albert Éva – Kurva a kocsmában
- Kamondy Ágnes – (as Ági Kamondy)
- FeLugossy László – Vendég a kocsmában
- Philippe Guerrini – Szőrmekereskedő 1
- Jacques Pilippi – Szőrmekereskedő 2
- Járai Alfréd  – Vendég a kocsmában 2[5]

## Történet
Tarr Béla még a kétezres évek elején kezdett dolgozni Georges Simenon regényének, A londoni férfinak filmes adaptációján, de a balszerencsés körülmények és tragikus események (elsősorban a francia producer, Humbert Balsan öngyilkossága) összjátéka végül azt eredményezte, hogy csupán 2007 végére lett kész a közel két és félórás mű. A londoni férfi elsőnek a 2007-es Cannes-i filmfesztiválon debütált. A filmfesztiválon a fő versenyprogramban szereplő film Georges Simenon azonos című írásának adaptációja, és mint ilyen, nem egyedülálló a filmtörténetben: 1943-ban, Franciaország német megszállása alatt Henri Decoin készített belőle feldolgozást (L’homme de Londres), 1947-ben pedig a brit Lance Comfort adaptálta filmre Temptation Harbor (A kísértés kikötője) címmel.
Tarrt a világ filmművészetének élvonalában jegyzik, és immár nemcsak az esztétika tanszékek tudományos munkatársai és a vájtszemű kevesek tartják számon, hanem az ún. művelt nagyközönség is. Európán belül és kívül számtalan országban vetítették a teljes életművét, írnak róla, elemzik, laudálják. A Sátántangó óta dolgozik koprodukcióban, külföldi színészekkel. De ez az első filmje, ami nem magyarul beszél, ahol nem sajátosan kelet-európai a történet. Az idegenben forgatást akár nagy ugrásnak is nevezhetjük annak a rendezőnek a pályáján, aki mindig a helyszínekből indul ki. Azt hiszem, erre az idegenségre vezethetők vissza A londoni férfi egyes formalista megoldásai, a visszautalások az előző filmekre, a minden eddiginél kevesebb párbeszéd és a még kevesebb snitt.